# Estoril Open 2022
Giải quần vợt Estoril Mở rộng 2022 là một giải quần vợt nam thi đấu trên mặt sân đất nện ngoài trời. Đây là lần thứ 7 giải đấu được tổ chức và là một phần của ATP Tour 250 trong ATP Tour 2022. Giải đấu diễn ra tại Clube de Ténis do Estoril ở Cascais, Bồ Đào Nha, từ ngày 25 tháng 4 đến ngày 1 tháng 5 năm 2022.

## Điểm và tiền thưởng

### Phân phối điểm
| Sự kiện | VĐ  | CK  | BK | TK | Vòng 1/16 | Vòng 1/32 | Q  | Q2 | Q1 |
| Đơn     | 250 | 150 | 90 | 45 | 20        | 0         | 12 | 6  | 0  |
| Đôi     | 250 | 150 | 90 | 45 | 0         | —         | —  | —  | —  |

### Tiền thưởng
| Sự kiện | VĐ      | CK      | BK      | TK      | Vòng 1/16 | Vòng 1/32 | Q2     | Q1     |
| Đơn     | €41,145 | €29,500 | €21,000 | €14,000 | €9,000    | €5,415    | €2,645 | €1,375 |
| Đôi*    | €15,360 | €11,000 | €7,250  | €4,710  | €2,760    | —         | —      | —      |

*mỗi đội

## Nội dung đơn

### Hạt giống
| Quốc gia | Tay vợt                     | Xếp hạng1 | Hạt giống |
| -------- | --------------------------- | --------- | --------- |
| CAN      | Félix Auger-Aliassime       | 9         | 1         |
| ARG      | Diego Schwartzman           | 15        | 2         |
| CRO      | Marin Čilić                 | 22        | 3         |
| ESP      | Alejandro Davidovich Fokina | 27        | 4         |
| USA      | Frances Tiafoe              | 29        | 5         |
| ESP      | Albert Ramos Viñolas        | 32        | 6         |
| USA      | Tommy Paul                  | 35        | 7         |
| USA      | Sebastian Korda             | 37        | 8         |

- 1 Bảng xếp hạng vào ngày 18 tháng 4 năm 2022[2]

### Vận động viên khác
Đặc cách:
- Nuno Borges
- João Sousa
- Dominic Thiem[3]

Vượt qua vòng loại:
- Pablo Cuevas
- Hugo Dellien
- Pierre-Hugues Herbert
- Bernabé Zapata Miralles

Thua cuộc may mắn:
- Carlos Taberner
- Fernando Verdasco

### Rút lui
Trước giải đấu
- Pablo Carreño Busta → thay thế bởi  Richard Gasquet
- Laslo Đere → thay thế bởi  Pablo Andújar
- Pedro Martínez → thay thế bởi  Jiří Veselý
- Cameron Norrie → thay thế bởi  Carlos Taberner
- Arthur Rinderknech → thay thế bởi  Sebastián Báez
- Diego Schwartzman → thay thế bởi  Fernando Verdasco

## Nội dung đôi

### Hạt giống
| Quốc gia | Tay vợt       | Quốc gia | Tay vợt         | Xếp hạng1 | Hạt giống |
| -------- | ------------- | -------- | --------------- | --------- | --------- |
| GBR      | Jamie Murray  | NZL      | Michael Venus   | 31        | 1         |
| AUS      | Matthew Ebden | AUS      | Max Purcell     | 59        | 2         |
| CRO      | Ivan Dodig    | USA      | Austin Krajicek | 64        | 3         |
| RSA      | Raven Klaasen | JPN      | Ben McLachlan   | 87        | 4         |

- Bảng xếp hạng vào ngày 18 tháng 4 năm 2022

### Vận động viên khác
Đặc cách:
- Nuno Borges /  Francisco Cabral
- Pablo Cuevas /  João Sousa

### Rút lui
Trước giải đấu
- Marcelo Arévalo /  Jean-Julien Rojer → thay thế bởi  Jonny O'Mara /  Ken Skupski
- Federico Coria /  Pedro Martínez → thay thế bởi  Federico Coria /  Benoît Paire
- Máximo González /  Marcelo Melo → thay thế bởi  Máximo González /  André Göransson
- Andrés Molteni /  Andrea Vavassori → thay thế bởi  Nathaniel Lammons /  Tommy Paul
- Jamie Murray /  Édouard Roger-Vasselin → thay thế bởi  Jamie Murray /  Michael Venus

## Nhà vô địch

### Đơn
- Sebastián Báez đánh bại  Frances Tiafoe, 6–3, 6–2

### Đôi
- Nuno Borges /  Francisco Cabral đánh bại  Máximo González /  André Göransson, 6–2, 6–3